# Dieta inuit

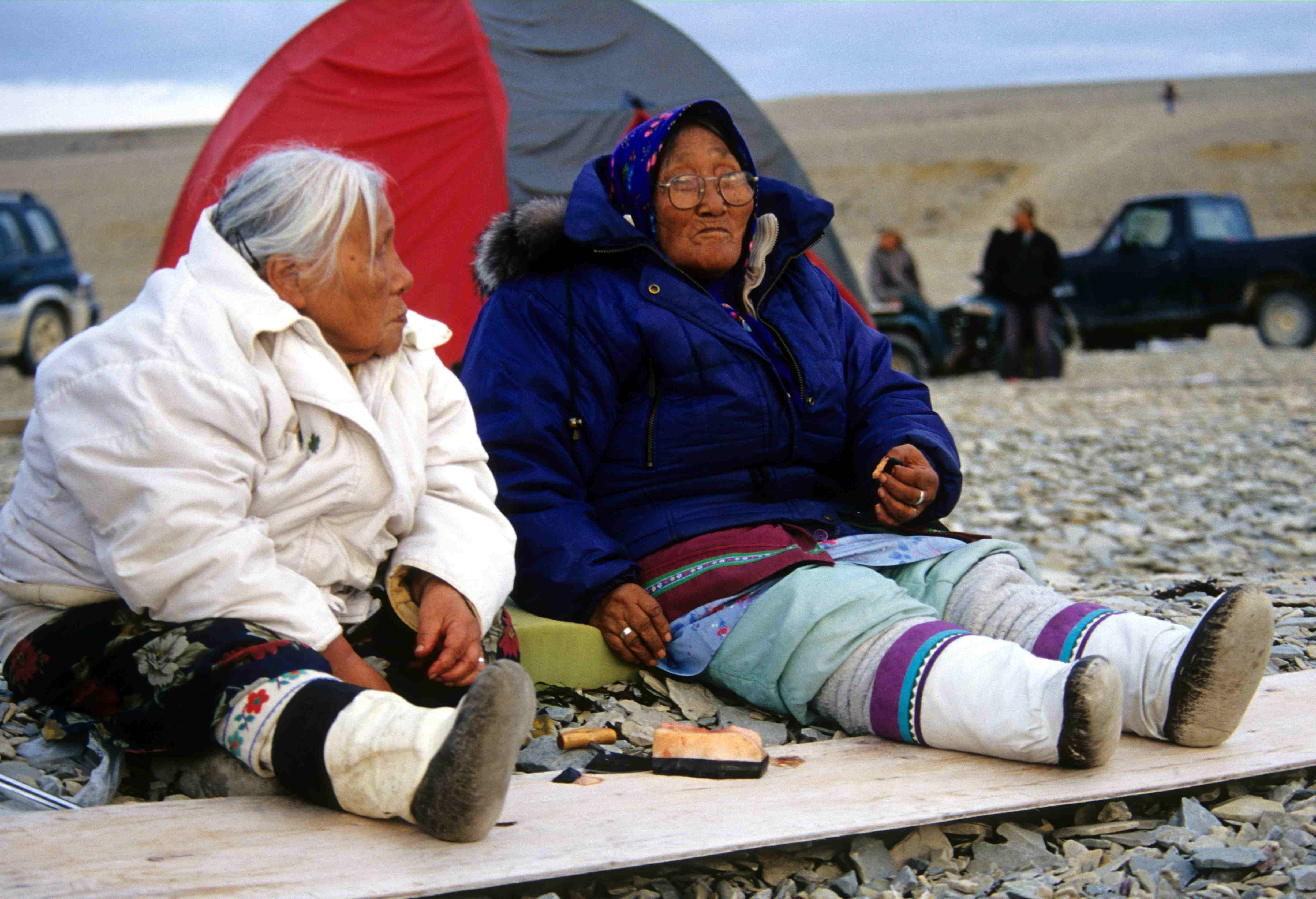
Ancianos inuit consumiendo Maktaaq.

Los inuit consumen una dieta que consta de alimentos que se pescan, cazan, y recolectan a nivel local. Esto puede incluir morsa, foca anillada, foca barbada, ballena beluga, caribú, oso polar, buey, aves (incluyendo sus huevos) y peces. Si bien no es posible cultivar plantas nativas para la alimentación en el Ártico, los inuit han reunido tradicionalmente las que están disponibles de forma natural. Hierbas, tubérculos, raíces, tallos, Bayas, fireweed y algas (kuanniq o algas comestibles) son recogidos y conservados en función de la temporada y la ubicación.
Según Edmund Searles en su artículo "La comida y creación de la identidad inuit", consumen este tipo de dieta porque una dieta que consta principalmente de carne es "eficaz para mantener el cuerpo caliente, haciendo al cuerpo fuerte y lo mantiene en forma, e incluso lo mantiene sano ".

## Cacería

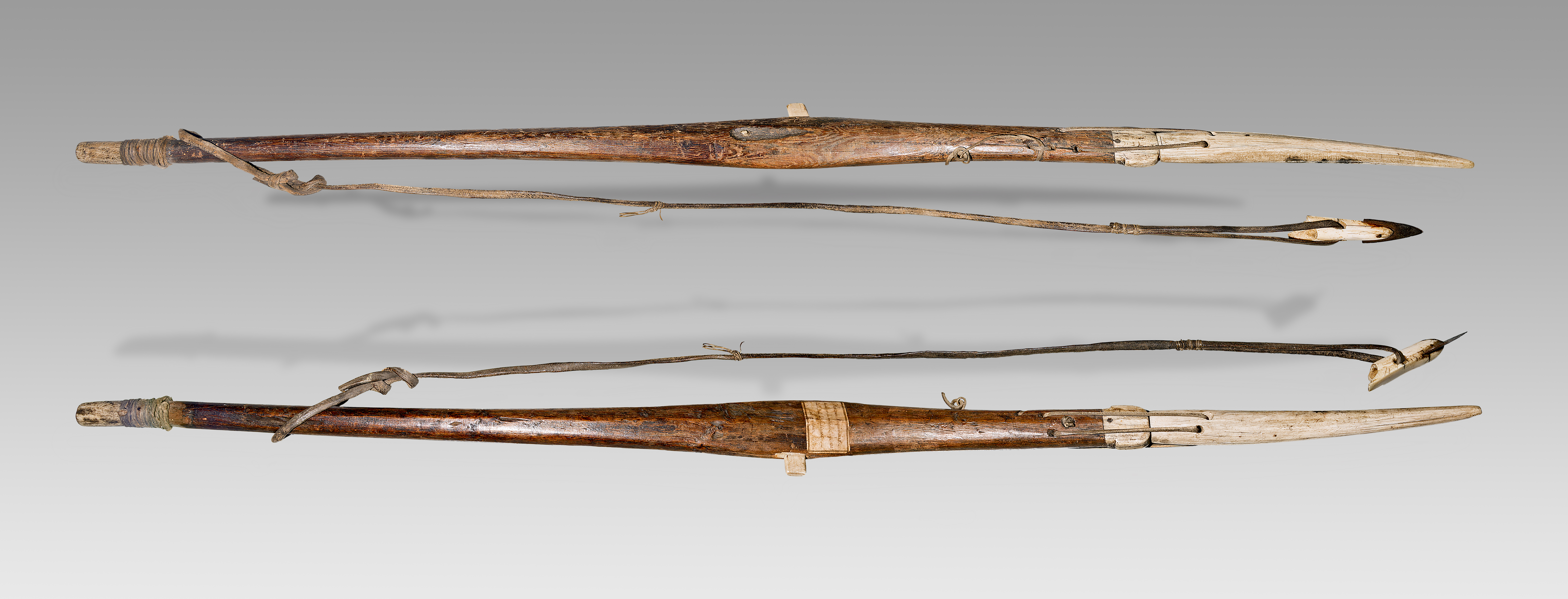
Arpón o unaaq en el MHNT

Se empezó a producir un rechazo parcial respecto a la caza, ya que era una de las causas de muerte principales de los jóvenes, debido a su falta de habilidades para sobrevivir durante la acción de la caza. Ya no conservan la habilidad de caza de sus antepasados y están creciendo en una sociedad más acostumbrada a las costumbres alimenticias de los «qallunaat» (las personas blancas), recibiendo comida del sur. El encarecimiento del equipo de caza también es uno de los principales motivos por el que las familias rechazan esta práctica (motonieve, rifles, trineos, equipo de campaña, gasolina y aceite).

### Focas

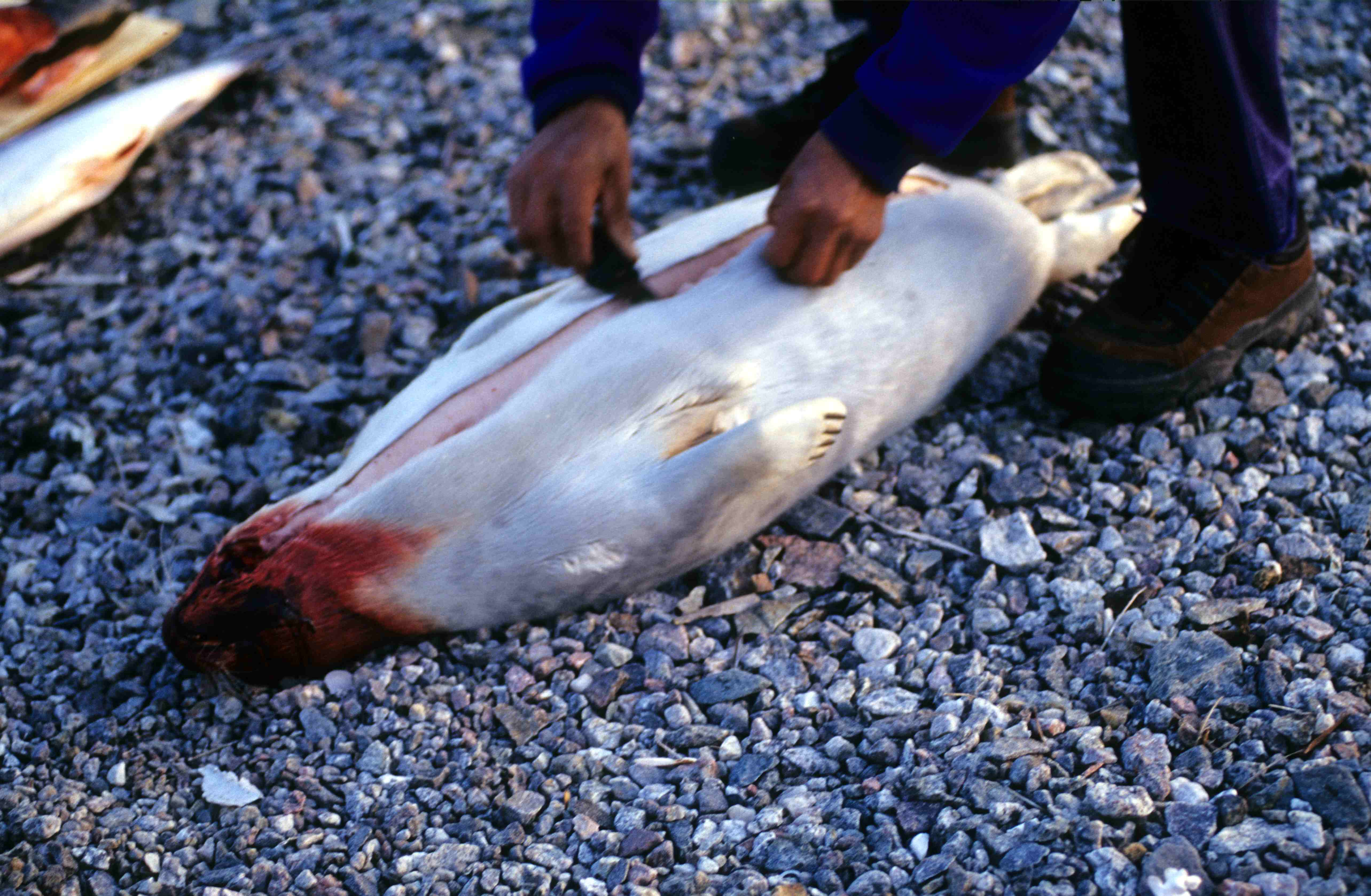
Un cazador inuit desollando una foca anillada

La carne de foca  es el aspecto más importante de una dieta inuit y es, a menudo, la parte más importante de la dieta de un cazador inuit. Dependiendo de la temporada, los inuit cazan diferentes tipos de Focas: foca pía, foca de puerto, y la foca barbuda. Las focas anilladas son cazadas todo el año, mientras que las focas arpa solo están disponibles durante el verano.
Debido a que las focas tienen que romper a través de la capa de hielo marino para alcanzar la superficie y respirar, forman agujeros de respiración con sus dientes y garras. A través de estos, los cazadores inuit son capaces de capturar las focas. Cuando un cazador llega a estos agujeros, dejan un indicador de foca que alerta al cazador cuando una se acerca a respirar un poco de aire. Cuando la foca aparece, el movimiento del indicador alerta a los cazadores, que utilizan su arpón para capturar la foca en el agua.
Como animales de agua salada, a las focas se les considera sedientos, por lo que se les ofrece un vaso de agua fresca a medida que mueren. Esto se hace como un signo de respeto y gratitud hacia la foca y su sacrificio. Esta oferta también se hace para complacer el espíritu Sedna y así garantizar el suministro de alimentos.

### Morsa

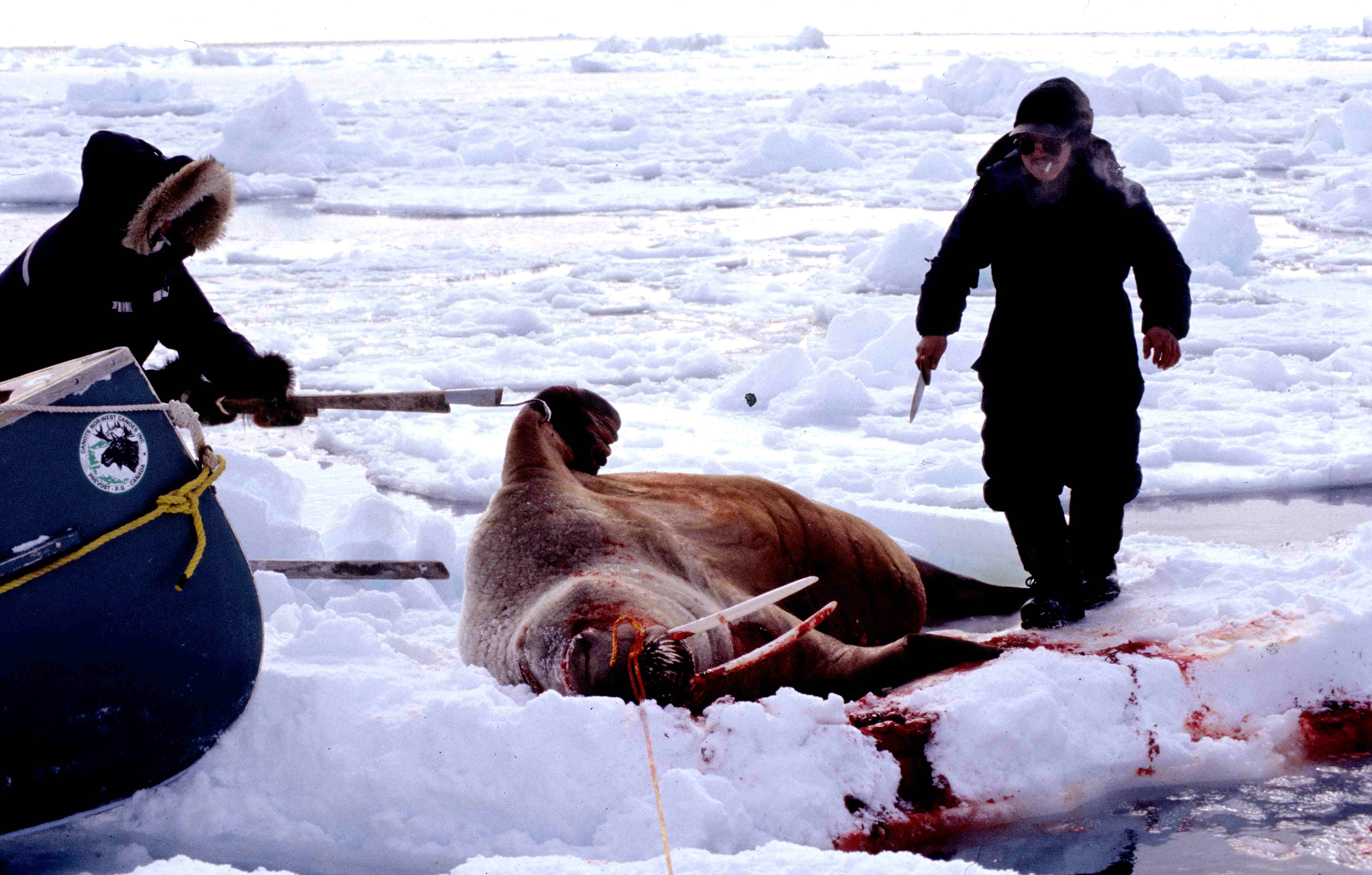
caza de morsa

Las morsas a menudo son cazadas durante el invierno y la primavera ya que su caza en verano es mucho más peligrosa. Una morsa es demasiado grande para ser controlada por un solo hombre, por lo que no se le puede cazar en solitario.
En Uqalurait: Una Historia Oral de Nunavut, un dirigente inuit describe la caza de una morsa con estas palabras: "Cuando se avista una morsa, los dos cazadores corren para acercarse a ella y, a corta distancia, es necesario parar cuando sumerge la cabeza... la morsa podría oírlo aproximarse. [Ellos] tratan de ponerse en frente de la morsa y usar los arpones mientras esta sumerge su cabeza. Mientras tanto, la otra persona llevará el arpón hacia el hielo a través del bucle de arpón para asegurarlo ".

### Ballena boreal
Siendo uno de los animales más grandes del mundo, la ballena boreal es capaz de alimentar a toda una comunidad por casi un año a partir de su carne, grasa, y piel. Cazadores inuit van más a menudo tras ballenas juveniles que, en comparación con los adultos, son más seguras para cazar y suelen tener la piel más sabrosa. Similar a la morsa, la ballena de Groenlandia/boreal son capturadas con arpón. Los cazadores utilizan la búsqueda activa para arponear a la ballena y seguirla durante el ataque. En ocasiones, los inuit eran conocidos por usar un enfoque más pasivo en la caza de ballenas. De acuerdo con John Bennett y Susan Rowley, un cazador arponearía a la ballena y en lugar de perseguirla, "esperaría pacientemente a que los vientos, las corrientes y los espíritus que le ayudarán en llevar a la ballena a la orilla."

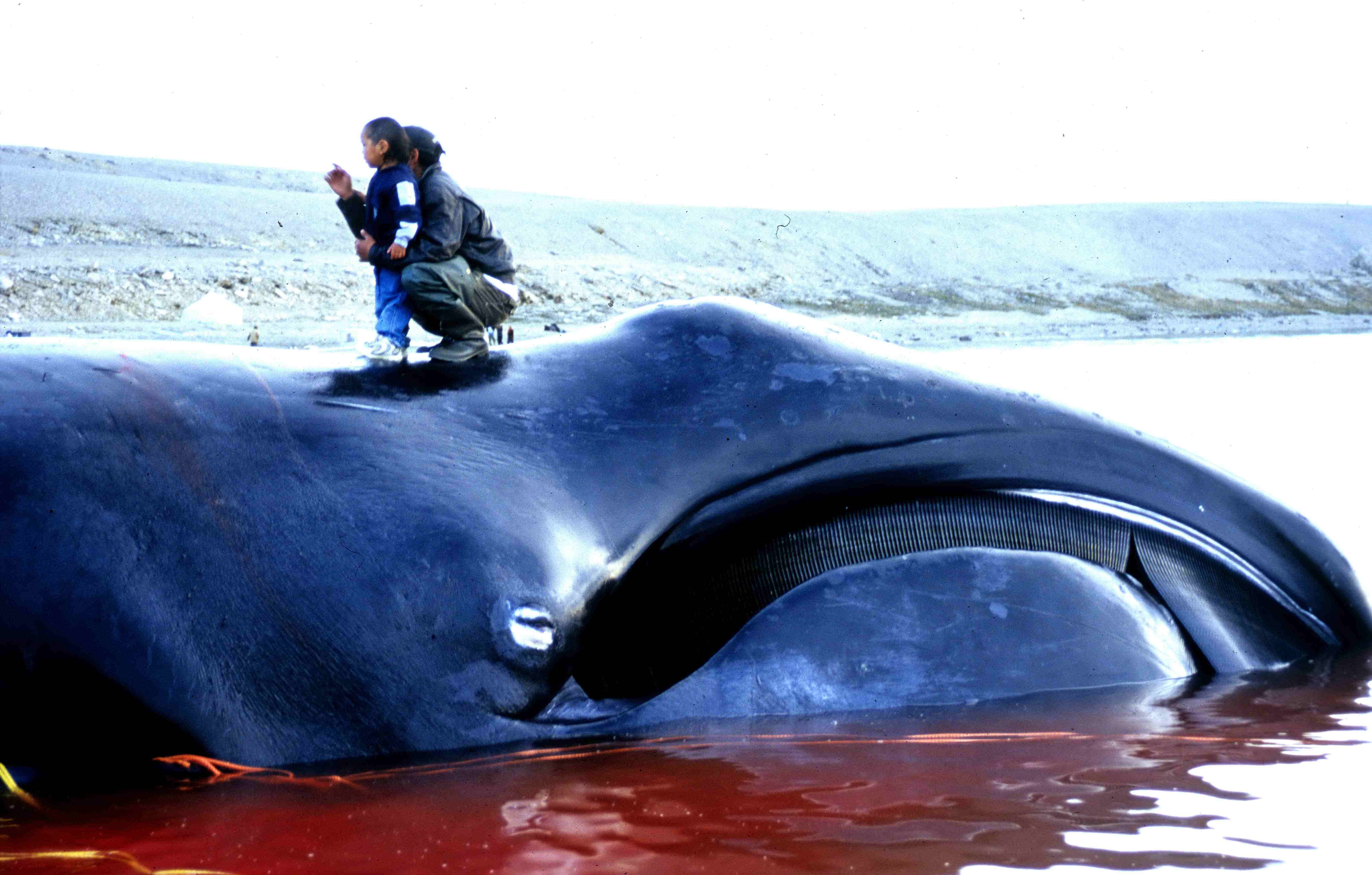
Ballena boreal (Balaena mysticetus), atrapada en una reserva de caza inuiten Igloolik, Nunavut in 2002

### Caribú
Durante la mayor parte del año el caribú deambula por la tundra en pequeñas manadas, pero dos veces al año grandes manadas de caribúes cruzan las regiones del interior. Los caribú tienen excelentes sentidos del olfato y el oído por lo que los cazadores deben tener mucho cuidado en su persecución. A menudo, los cazadores inuit establecen un campamento millas de distancia de la travesía caribú y esperan hasta que están en plena vista para atacar.
Hay muchas maneras en las que el caribú puede ser capturado, incluyendo arpones, obligando caribú acorralarse en el río, asustando a los caribúes, y acechando al caribú. Al Arponear al caribú, los cazadores ponen la cadena de la lanza en sus bocas y el otro extremo se utiliza para pinchar al animal.

### Pescado
Inuit consumen tanto peces de agua salada y dulce incluyendo sculpin, bacalao del Ártico, trucha del Ártico y trucha del lago. Pescan estos tipos de pescado por Jigging. El cazador corta un agujero cuadrado en el hielo en el lago y pesca utilizando un señuelo y una lanza. En lugar de utilizar un gancho en una caña, los inuit utilizan un pez falso. Lo bajan en el agua y lo mueven como si fuera real. Cuando los peces vivos se acercan a él, usa la lanza en los peces antes de que tengan la oportunidad de comer el pescado falso.

### Disminución de la caza
La disminución de la caza se debe en parte al hecho de que los jóvenes carecen de las habilidades necesarias para sobrevivir de la tierra. Ya no son expertos en la caza como sus antepasados y cada vez están más acostumbrados a la comida de los Qallunaat ("gente blanca") que reciben desde el sur. Los altos costos del equipo de cacería como motonieves, rifles, equipo para acampar, gasolina y petróleo también están causando una disminución en las familias que cazan por su comidas.

## Nutrición

Carne de reno. Groelandia

Debido a que el clima polar es poco adecuado para la agricultura y carece de tierra fértil durante gran parte del año, la dieta tradicional inuit es baja en carbohidratos y alta en grasas y proteína animal. Ante la falta de hidratos de carbono, la proteína se descompone en el hígado por medio de gluconeogénesis y se utiliza como fuente de energía. Se descubrió en inuit estudiados en la década de 1970 que tenían hígados anormalmente grandes, presumiblemente para ayudar en este proceso. Sus volúmenes de orina también fueron altos, resultado del exceso de urea producida por la gluconeogénesis.
Dietas tradicionales inuit obtienen aproximadamente el 50% de sus calorías de grasa, 30 a 35% a partir de proteína animal y 15-20% de carbohidratos, en gran parte viene en forma de glucógeno de la carne cruda consumida. Este alto contenido de grasa proporciona energía valiosa y previene la malnutrición, que históricamente era un problema a finales de invierno, cuando los animales de caza escasean. Debido a que las grasas de los animales de caza son en gran parte monoinsaturadas y ricas en omega-3, la dieta no plantea los mismos riesgos para la salud como un alto contenido de grasas típicas de la dieta occidental.
Vitaminas y minerales que normalmente se derivan de fuentes vegetales están también presentes en la mayoría de las dietas de los inuit. Vitaminas A y D están presentes en los aceites y los hígados de los peces de agua fría y los mamíferos. La vitamina C se obtiene a través de fuentes tales como el hígado de caribú, algas, Piel de ballena, y el cerebro de foca; debido a que estos alimentos suelen comerse crudos o congelados la vitamina C que contienen, que sería destruida por la cocción, se conserva.

## Beneficios percibidos de la dieta

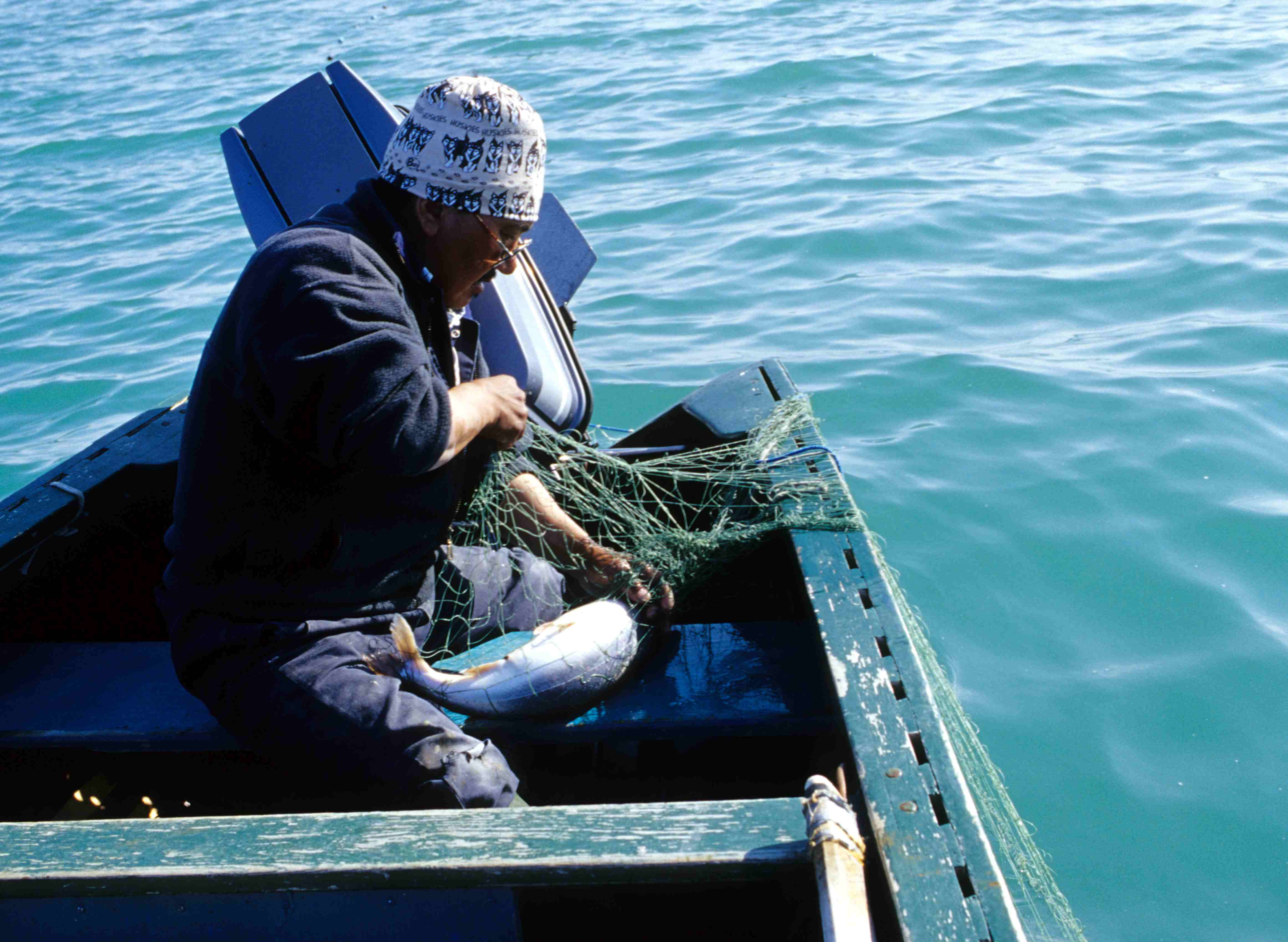
Pesca de trucha ártica

Los inuit creen que su dieta tiene muchas ventajas sobre la comida Qallunaat occidental. Ellos insisten que su dieta les hace más fuertes, más resistentes al frío y los llena de energía. 
Un ejemplo es beber la sangre de la foca. Al entrevistar a un dirigente inuit, a Searles se le dijo que "la alimentación inuit genera un gran flujo de sangre, una condición considerada como saludable e indicativa de un cuerpo fuerte." Después de consumir la sangre y la carne de la foca, se puede mirar las venas en la muñeca para comprobar la fuerza que proporcionan los alimentos inuit. Las venas se expanden y oscurecen y, como Kristen Borré observó, "la sangre de la persona se hace más espesa y mejora el color." Borré afirma que "la sangre de la foca es vista como fuente de fortificación de la sangre humana mediante la sustitución de los nutrientes agotados y el rejuvenecimiento de la sangre, esta es considerada una parte necesaria de la dieta de los esquimales."
Los inuit también creen que su dieta rica en carne los mantiene más calientes. Dicen que en comparación con la comida comprada en la tienda de alimentos, la inuit tiene efectos en el cuerpo cuando se come de forma consistente. Un Inuk, Oleetoa, que consumían una combinación de "Qallunaat" y la comida inuit, contó una historia sobre su primo Joanasee, que consumía una dieta que consistía principalmente de alimentos inuit. Los dos compararon su fortaleza, calor y energía y encontraron que Joanasee se beneficiaba más con su dieta.

## Hábitos alimentarios y la preparación de alimentos
Searles define a la comida inuit cómo "comida congelada, cruda o cocida con muy poca mezcla de ingredientes y con muy pocos condimentos." Los inuit solo comen dos comidas principales al día, pero es común que coman muchos bocadillos a distintas horas. Las costumbres entre los inuit al comer y preparar la comida son muy estrictas y pueden parecer extrañas para las personas de diferentes culturas.
Una forma habitual de comer la carne de caza es congelada. Muchos cazadores comen los alimentos que cazaron en el lugar donde los encontraron. Esto evita que el cadáver se desangre y lo mantiene caliente. Una curiosa costumbre de comer carne en el lugar de la caza tiene que ver con la pesca. En 'Overland to Starvation Cove: A History', Heinrich Klutschak explica la costumbre: "... no hay pescado que podría ser cocinado en el lugar donde se pescó, solo puede comerse crudos; Es cuando se está a un día de marcha del sitio de la pesca cuando se está permitido cocinar el pescado sobre la llama de una lámpara Kudlik."
Al comer una comida, los inuit colocan grandes trozos de carne, grasa y otras partes del animal en un trozo de metal, plástico, o cartón en el suelo. Desde aquí, todos en la casa pueden de cortar un pedazo de carne. En estas comidas, nadie está obligado a participar en la comida; los inuit comen solamente cuando tienen hambre. A veces, sin embargo, las comidas se anuncian a todo el campamento. Una mujer hace esto con el grito de "Ujuk!" que significa "carne cocida".
Después de la cacería, los hábitos alimentarios son diferentes a los de las comidas normales. Cuando un foca se lleva a casa, los cazadores se reúnen alrededor de esta para recibir sus piezas de carne primero. Esto sucede debido a que los cazadores son los más fríos y hambrientos en el campamento y necesitan de la sangre y carne de la foca para calentarles. La foca se corta de una manera específica justo después de la cacería. Borré explica el corte del animal de esta manera "uno de los cazadores corta el abdomen lateralmente, exponiendo los órganos internos. Los cazadores comen primero trozos de hígado y utilizan una taza de té para reunir un poco de sangre para beber ". En este momento, los cazadores también picar los trozos de grasa y del cerebro para mezclar y comer con la carne.
Las mujeres y los niños están acostumbrados a comer las diferentes partes restantes de la foca, ya que esperan a que los cazadores terminen de comer. Los Intestino son la primera cosa que eligen y luego consumen los trozos sobrantes del hígado Por último, las costillas y columna vertebral se comen además de que cualquier carne restante se distribuye entre el campamento.

## Compartir alimentos

### Origen
Los inuit son conocidos por su práctica de compartir los alimentos, una forma de distribución de comida que consiste en una persona que recogiendo la comida y compartiendo con toda la comunidad. Este hábito fue documentado por primera vez entre los inuit en 1910, cuando una niña decidió tomar un plato y llevarlo a cuatro familias vecinas que no tenían comida propia.

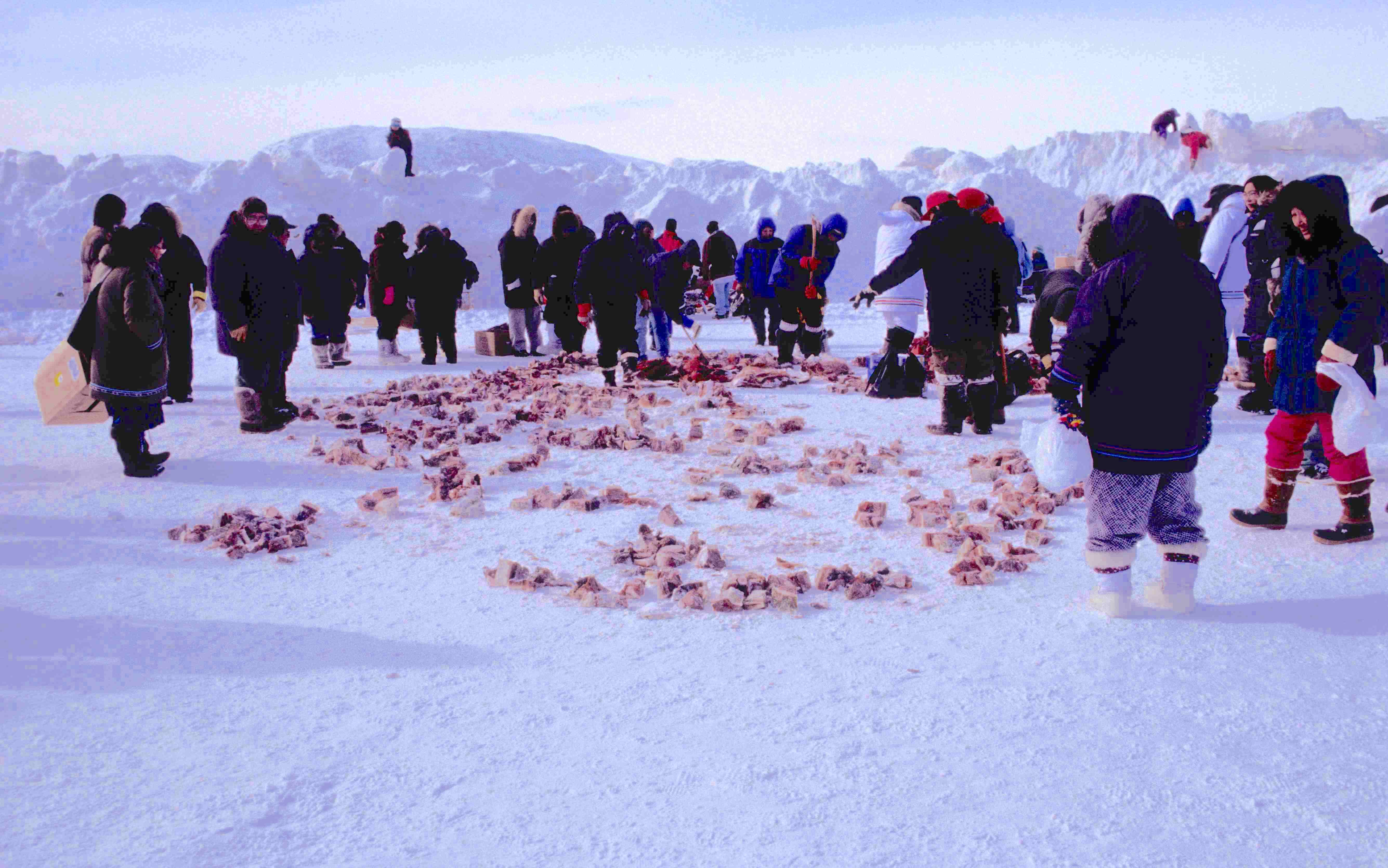
Compartiendo carne congelada y añejada de morsa entre familias inuit.

### Hoy en día
En Uqalurait: An Oral History of Nunavut, se dice que "compartir alimentos era necesario para el bienestar físico y social de todo el grupo" Las parejas jóvenes darían comida de su caza a los ancianos, con más frecuencia a sus padres, como un signo de respeto. Compartir comida era no solo una tradición, sino también una manera para que las familias creen lazos unos con otros. Una vez que se comparte la comida con alguien, se crea "asociación de toda la vida" con ellos.
Los inuit son a menudo implacables en hacer saber que no son como Qallunaat en el sentido de que no comen la misma comida y que la comparten. El Qallunaat cree que la persona que compra la comida es el dueño de esta y es libre de decidir lo que pasa con ella. Searles describe la perspectiva de los inuit sobre la comida diciendo que "en el mundo inuit los bienes, alimentos, así como otros objetos relacionados con la caza, la pesca y la recolección son más o menos comunales, perteneciente no a los individuos , sino a un grupo más grande , que puede incluir múltiples hogares". La comida en un hogar inuit no se reserva para la familia que la ha cazado, pescado, recolectado o la comprado, sino para cualquier persona que está en la necesidad de la misma. Searles y su esposa estaban de visita con una familia en la Iqaluit y él pidió permiso para tomar una vaso de zumo de naranja. Este pequeño gesto de preguntar fue tomado como ofensivo porque los inuit no tienen considerados a los alimentos como pertenecientes a una sola persona.

## Creencias en la dieta
Los inuit eligen su dieta basado en cuatro conceptos, según Borré: "la relación entre los animales y los seres humanos, la relación entre el cuerpo y el alma y la vida y la salud, la relación entre la sangre de foca y la de inuit, y la elección de la dieta." Los inuit son especialmente espirituales cuando se trata de las costumbres de cacería, la cocina y la alimentación. La creencia de los inuit es que la combinación de sangre humana y animal en el torrente sanguíneo crea un cuerpo y alma sanos.

### Creencias de cacería
Una creencia particular en la que los inuit creen firmemente en es la relación entre la foca y los inuit. De acuerdo con los cazadores y los ancianos inuit, los cazadores y las focas tienen un acuerdo que permite al cazador capturar y alimentarse de la foca solamente a causa del hambre de la familia del cazador. Borré explica que a través de esta alianza "se cree que tanto el cazador y la foca se benefician: el cazador es capaz de sostener la vida de su pueblo ya que cuenta con una fuente confiable de alimentos, y la foca, a través de su sacrificio, pasa a formar parte del cuerpo de los inuit ".

Los inuit están bajo la creencia de que si no se siguen las alianzas que sus antepasados han establecido, los animales van a desaparecer ya que han sido ofendidos y, por lo tanto, dejarán de reproducirse.

### Creencias de salud
Borré habla de una ocasión cuando vio a una mujer inuit enfermarse quien culpó de su enfermedad a la falta de foca en su dieta. Una vez que consumió la carne de la foca, la mujer se sintió mejor en cuestión de horas, y explicó que su rápida recuperación se debió al consumo de carne y sangre de foca. Borré presenció esto muchas veces entre los diferentes miembros del grupo y todos atribuyeron su enfermedad a la falta de alimentos inuit.
Una coincidencia observada entre los cazadores y los hombres jóvenes es que muy rara vez se enferman, esto es a causa de su alto consumo de carne de foca para reunir fuerzas para cazar.